# VP3
VP3 est un codec vidéo initialement développé par On2 Technologies. Ce codec initialement propriétaire a été libéré quelques mois après son lancement. Repris par la fondation Xiph.org, il a permis de poser les bases du codec vidéo libre Theora.

## Histoire
VP3.1 a été lancé en mai 2000 et suivi trois mois plus tard par la version VP3.2. 
Un peu plus tard dans la même année, On2 a annoncé des plugins VP3 pour les logiciels QuickTime et RealPlayer. En juin 2001, On2 a également lancé une implementation du codec VP3 pour Windows.
Son successeur, VP4, a été lancé en version beta en mai 2001.

### Vers l'open-source
En août 2001, On2 Technologies a annoncé la sortie d'une version libre de l'algorithme de compression VP3.2. Dès septembre 2001, le code source de l'algorithme VP3 a été publié sous licence libre. La version 0.1 de la licence d'utilisation du VP3.2 autorisait la modification du code source à condition que la version modifiée permette toujours de lire les données VP3.2.
En mars 2002, On2 a modifié la licence en passant le code source de VP3 sous licence LGPL. En juin 2002, On2 a donné VP3 à la fondation Xiph.org sous une licence BSD. En aout 2002, On2 et la fondation Xiph.org ont décidé conjointement de faire de VP3 la base d'un nouveau codec libre et gratuit, le futur Theora.